# Sarah Lahti
Sarah Lahti (Klippan, 18 de febrero de 1995) es una deportista de Suecia que compite en atletismo.
Ganó una medalla de plata en el Campeonato Europeo de Atletismo Sub-23 de 2017, en la prueba de 10 000 m. Participó en los Juegos Olímpicos de Río de Janeiro 2016, ocupando el undécimo lugar en la misma prueba.